# Hange Zoë
Hange Zoë (ハンジ・ゾエ Hanji Zoe?) es un personaje ficticio del manga y anime Shingeki no Kyojin, creado por Hajime Isayama. Como miembro élite del ejército, realizó investigaciones y experimentos sobre los titanes, criaturas por las que sentía una verdadera obsesión y, por ello, se interesó mucho en Eren Jaeger debido a su poder como titán cambiante.
Respecto al género de Hange, el autor indicó vagamente en su blog que «será mejor si no digo cuál es el género», mientras que en la edición Blu-ray del anime comentó «creo que es mujer, pero me atrevo a verla como hombre».

## Personalidad
Hange demuestra ser una persona enérgica y emocional. Tiene una fascinación por los titanes y no oculta su emoción ante la perspectiva de conocer a esas criaturas inminentes. Cuando lucha con estos, actúa de una manera extraña y errática: le asegura a los titanes que los matará sin dolor y que no tienen por qué temer. Como contradicción, Hange los odiaba. La principal razón de esto fue que obligaron a la humanidad a vivir en confinamiento. Pero trató de ver a las criaturas desde otra perspectiva. Quería conocerlos y comprenderlos. Cuando Annie Leonhart mata a los titanes con los que experimentaba, estaba muy molesta por la pérdida de estos y odiaba infligirles dolor durante los experimentos.
Sin embargo, cuando la situación requería un comportamiento apropiado, Hange era una persona seria y despiadada, que conocía sus habilidades. Posteriormente, se convirtió en comandante por su inteligencia.

## Apariciones

### Shingeki no Kyojin
Hange apareció como miembro del grupo asignado para vigilar a Eren Jaeger antes del juicio militar. También está presente con el resto del Cuerpo de Exploración durante el interrogatorio donde Levi golpea brutalmente a Eren frente a todos. Después de que el joven es aceptado en la legión, Hange estuvo a cargo de investigar la capacidad de Eren para convertirse en titán. 
Al adquirir la tecnología oculta por la policía militar, el Cuerpo de Exploración desarrolló un arma llamada «lanza relámpago», que es efectiva contra el Titán Acorazado. En la misión para recuperar el Muro María, recibió heridas por parte de la explosión del Titán Colosal, pero ayudó a derrotar al acorazado, y se convirtió en comandante luego del fallecimiento de Erwin en la misión. Además, perdió el ojo izquierdo en la batalla, y desde entonces ha estado usando un parche en el ojo. 
Cuatro años después, se dirige a Marley con el Cuerpo de Exploración para arrestar a Eren luego de atacar el país. Posteriormente, cuando Eren decide poner en marcha el plan del «Retumbar», Hange comprendía que era necesario para proteger la isla Paradis, aunque sentía angustia por el deseo de evitar el genocidio de humanos fuera de los muros. Finalmente, permitió que iniciara con su plan, pero luego decide detenerlo con el resto de la legión. Después de eso, se sacrifica para ganar tiempo con tal que el escuadrón lograra reparar el hidroavión y escapar. Después de nombrar a Armin como el décimo quinto comandante del Cuerpo de Exploración, luchó en solitario contra una gran cantidad de titanes colosales, muriendo calcinada luego de que un tanque de gas explotara ante el calor que emanaban los titanes. Luego despierta y se reencuentra con Erwin y el resto de los soldados caídos.

### En otros medios
Hange apareció en el spin-off Shingeki! Kyojin Chūgakkō, donde se le presenta como estudiante de secundaria que tiene una obsesión con estudiar a los titanes.